# Cândida Ventura

Cândida Ventura

Cândida Margarida Ventura (Lourenço Marques, 30 de junho de 1918 — Portimão, 16 de dezembro de 2015) foi uma militante comunista portuguesa. Foi a primeira mulher ter um cargo de dirigente no Partido Comunista Português (PCP).

## Biografia
Nasceu na cidade de Lourenço Marques (actual Maputo), em Moçambique, a 30 de junho de 1918, era filha do funcionário dos caminhos de ferro, António Ventura, natural de Monchique, e da professora primária Clementina de Deus Pires Ventura, natural de Lagos. Pouco tempo depois, a família regressou a Portugal instalando-se no Algarve, nas Caldas de Monchique, onde o pai trabalhava para as Termas de Monchique, de onde era natural.
Aos 11 vai estudar para  Lisboa e é acolhida pelo Instituto do Professorado Primário Oficial Português por ser filha de uma professora. Frequenta o Liceu Maria Amália Vaz de Carvalho que se situava nessa altura no Largo do Carmo. Em 1936, entrou na Faculdade de Letras de Lisboa, onde se matriculou no curso de Ciências Histórico-Filosóficas. Lá conviveu com Vasco Magalhães-Vilhena e Mário Dionísio, que se referiu-se a ela como Joana dos olhos claros, no seu poema "A balada dos amigos separados". É também lá que conhece Fernando Piteira Santos, com quem se casou civilmente a 31 de julho de 1940, em Lisboa. Por sentença de 19 de julho de 1947, os dois divorciaram-se litigiosamente, a requerimento de Cândida Ventura.
Durante este período, devido à Guerra Civil Espanhola, deu início à sua actividade política e associativa. Associando-se a uma série de organizações antifascistas, nomeadamente ao Bloco Académico Antifascista (BAFF), à Federação das Juventudes Comunistas Portuguesas, ao Conselho Nacional das Mulheres Portuguesas, à Associação Feminina Portuguesa para a Paz e ao Socorro Vermelho Internacional.
Integrou ainda a equipa de redacção do jornal O Diabo onde se reuniam vários intelectuais que eram contra o regime, entre eles, Álvaro Cunhal.
Foi nesta altura que participou nos afamados Passeios do Tejo, uma medida que permitiu que Cândida, Álvaro Cunhal, Fernando Lopes-Graça, Mário Dionísio, entre outros, se reunissem sem levantar suspeitas.
Em 1943 uma vez terminada licenciatura em Coimbra, a pedido de José Gregório, que na altura pertencia ao Comité Central do PCP, Cândida passou à clandestinidade tendo sido uma das suas funções dar apoio ao secretariado do Comité Central do partido. A partir daqui assumiu vários pseudónimos, entre eles Joana, Rosa, André, Rosário e Catarina Mendes (nome pelo qual era conhecida na ex-Checoslováquia). Em Agosto desse ano participou na organização das greves do calçado em São João da Madeira. Três anos depois, em 1946, foi a primeira mulher a integrar o órgão máximo do PCP após a reorganização do partido.
Foi também em 1946 que criou o boletim Três Páginas, dedicado às mulheres clandestinas do PCP, e que a partir de 1956 assumiria o nome de A Voz das Camaradas das Casas do Partido.
Nos anos cinquenta, passou a ser a responsável do PCP no norte do país. Foi nesta altura que foi acusada de fraccionismo, quando discordou com os estatutos e com o programa projectado. Como consequência perdeu o seu cargo de dirigente e foi temporariamente afastada do Comité Central, ao qual regressa em 1957. Em 1958  viajou até à ex-URSS e surgiram as suas primeiras dúvidas sobre o regime comunista que a levarão mais tarde a abandonar o partido.
Quando regressou ao país, assumiu a responsabilidade sobre os sectores estudantis e intelectuais de Lisboa, tendo-se mantido na clandestinidade até à década de 60. No dia 3 de Agosto de 1960 foi presa pela PIDE, juntamente com o seu companheiro da altura, Orlando Lindim Ramos, após 17 anos na clandestinidade.
Foi colocada em isolamento e torturada, chegando a estar às portas da morte. Graças à família que intercede por ela, foi transferida para o Hospital da Ordem Terceira. Apesar de personalidades como Alves Redol e o médico Francisco Pulido Valente terem testemunhado a favor dela, em 1961, foi condenada a cinco anos de prisão e os seus direitos políticos foram declarados suspensos por 15 anos.
Devido ao seu estado de saúde, saiu em liberdade condicional em 1963 e fugiu para a Rússia onde recebeu tratamento. De seguida foi para a ex-Checoslováquia, onde passou a representar o PCP, escreveu para a Revista Internacional e tornou-se conhecida como Catarina Mendes. Conheceu e ficou amiga de Alexander Dubček, o líder comunista checoslovaco  e de Artur London, um dos acusados no processo Slánský, autor do prefácio do livro de Cândida sobre a sua experiência com o socialismo.
Estava em Praga quando se deu a Primavera de Praga e assistiu em directo à invasão do país pelas tropas do Pacto de Varsóvia. Estes dois acontecimentos e a sua amizade com Dubček e London, levaram-na a colocar as directivas do partido em causa e o comunismo em si. Mesmo assim, recusou-se a assinar a mensagem que outros exilados comunistas pretendiam enviar às autoridades checoslovacas e às embaixadas dos países do pacto de Varsóvia, cujas tropas ocuparam o país, condenando o acto. Preferiu manter o seu posto, para desta forma poder ajudar os que entretanto passaram para a resistência.
Regressou a Portugal após o 25 de Abril de 1974, em 1975. Cândida, em pleno PREC (Processo Revolucionário em Curso), denunciou o que se passava, naquela que era na altura a Europa de Leste, atitude que a leva a entrar cada vez mais em choque com as directivas do partido, que acaba por abandonar em 1976. De dirigente passou a dissidente do PCP.
Sem nunca abandonar completamente a política, foi funcionária do Ministério dos Negócios Estrangeiros e trabalhou como professora.
Regressou ao Algarve, vindo a falecer com 97 anos, no dia 16 de Dezembro de 2015, em Portimão.

## Reconhecimentos e Prémios
A 13 de Novembro de 2009, foi homenageada e condecorada em Bratislava, no 20º aniversário da independência da Eslováquia, pela Fundação Alexander Dubček
A sua biografia consta no livro no livro Mulheres Portuguesas na Resistência de Rose Nery Nobre de Melo. 
Mário Dionísio recorda-a como “Joana de olhos claros”, em Balada dos Amigos Separados.
Pacheco Pereira incluiu fotografias de Cândida Ventura na biografia (3 volumes) que escreveu sobre Álvaro Cunhal.
É mencionada nos livros:
- Ditaduras e Revolução - Democracia e políticas da memória, de Filipe Piedade Manuel Loff, editora Almedina, 2014[22]
- Feminismos: Percursos e Desafios, de Manuela Tavares, editora Texto, 2011[23]
- Álvaro Cunhal: retrato pessoal e intimo, biografia de Adelino Cunha, editora A Esfera dos Livros, 2010[24][25]
- Álvaro Cunhal, o homem e o mito, de Joaquim Vieira, editora Objectiva 2013[26][27]
- Mulheres Portuguesas na resistência, Rose Nery Nobre de Melo, Seara Nova, 1975[20]

## Obras
- O «socialismo» que eu vivi: testemunho de uma ex-dirigente do PCP. Lisboa : O Jornal, 1984. Prefácio de Artur London.[28]
- Cândida Ventura foi igualmente autora de artigos para a Revista internacional: problemas da paz e do socialismo, publicação teórica e informativa dos partidos comunistas e operários, que começou a ser editada em Portugal, em 1974, pelas Edições Avante! , sob a sua direcção.[29]